# El Mahmal
El Mahmal (în arabă المحمل) este o comună din provincia Khenchela, Algeria.
Populația comunei este de 38.706 locuitori (2008).